# Liste des accidents mortels aux 24 Heures du Mans
La liste des accidents mortels aux 24 Heures du Mans regroupe les pilotes qui ont trouvé la mort durant le week-end des 24 Heures du Mans ou pendant les différentes phases d'essais et de qualifications pour la préparation de cette course. Ne sont pas pris en compte les accidents incluant les commissaires de courses ou autres spectateurs comme la catastrophe de 1955 qui a coûté la vie à 82 personnes.
En tout, vingt-deux pilotes ont perdu la vie pendant le déroulement de cet événement depuis sa création en 1923 ; seize en course, cinq durant les essais et qualifications et un dans un accident de la circulation en dehors du circuit.
André Guilbert est le premier pilote à décéder en mai 1925, à la suite d'une collision avec un camion sur la route menant au circuit des 24 Heures (classé dans cette liste par les historiens et auteurs des annuaires officiels des 24 Heures, Christian Moity et Jean-Marc Teissedre), mais le premier en course est Marius Mestivier pendant cette même édition. Le dernier en date est le danois Allan Simonsen, mort à l'âge de 34 ans lors des 24 Heures du Mans 2013.
Deux pilotes se sont tués dans les années 1920, deux dans les années 1930 (dans le même accident), un dans les années 1940, cinq dans les années 1950, six dans les années 1960, deux dans les années 1970, deux dans les années 1980, un dans les années 1990 et un dans les années 2010.
Pour des raisons techniques, il est temporairement impossible d'afficher le graphique qui aurait dû être présenté ici.

Comme en règle générale dans le sport automobile, à partir des années 1970, l'amélioration des conditions de sécurité, tant au niveau des voitures que du circuit, a permis la réduction drastique des accidents mortels.

## Liste
| Pilote                        | Date          | Voiture                     | Écurie                     | Secteur                                 | Condition         | Commentaire |
| ----------------------------- | ------------- | --------------------------- | -------------------------- | --------------------------------------- | ----------------- | --- |
| André Guilbert                | 15 mai 1925   | Amilcar CGSS Grand Sport    |                            |                                         | Hors circuit      | Accident de la circulation en se rendant sur le circuit |
| Marius Mestivier              | 20 juin 1925  | Ravel 12 CV Sport           |                            | Hunaudières                             | Course            | |
| Pat Fairfield                 | 19 juin 1937  | Frazer Nash BMW 328         | David Murray               | Maison Blanche                          | Course            | Collision provoquée par la perte de contrôle de Kippeurt au 8e tour, peu avant les stands, six voitures sont impliquées                                                         |
| René « Rekip » Kippeurt       | 19 juin 1937  | Bugatti Type 44             | René Kippeurt              | Maison Blanche                          | Course            | Collision provoquée par la perte de contrôle de Kippeurt au 8e tour, peu avant les stands, six voitures sont impliquées                                                         |
| Pierre Maréchal (en)          | 27 juin 1949  | Aston Martin DB2            | Mrs R. P. Hichens          | Arnage                                  | Course            | |
| Jean Larivière                | 23 juin 1951  | Ferrari 212 Export C        | Johnny Claes               | Tertre Rouge                            | Course            | |
| Tom Cole Jr. (en)             | 14 juin 1953  | Ferrari 340MM Vignale       | Luigi Chinetti             | Maison Blanche                          | Course            | |
| Pierre Levegh                 | 11 juin 1955  | Mercedes-Benz 300 SLR       | Daimler-Benz AG            | Ligne droite des stands                 | Course            | 82 spectateurs meurent à cause de la projection de débris de la voiture catapultés dans les tribunes                                                                            |
| Louis Héry                    | 28 juin 1956  | Panhard Monopole X86        | Louis Héry                 | Maison Blanche                          | Course            | |
| Jean-Marie « Mary » Brussin   | 21 juin 1958  | Jaguar Type D               | Henri Peignaux             | Courbe Dunlop                           | Course            | |
| Christian « Bino » Heins (en) | 15 juin 1963  | Alpine M63                  | Société Automobiles Alpine | Hunaudières                             | Course            | |
| Lloyd « Lucky » Casner        | 10 avril 1965 | Maserati Tipo 151 (en)/3    | Camoradi Racing Team (en)  | Hunaudières                             | Essais            | |
| Walt Hansgen                  | 7 avril 1966  | Ford GT40 Mk.II             | Shelby-American Inc.       | Amorce courbe Dunlop                    | Essais            | |
| Roby Weber                    | 9 avril 1967  | Matra MS630 (en)-BRM        | Équipe Matra Sports        | Mulsanne                                | Entraînement      | |
| Lucien Bianchi                | 30 mars 1969  | 33/3                        | Autodelta SpA              | Mulsanne                                | Essais            | |
| John Woolfe (en)              | 23 juin 1969  | Porsche 917                 | John Woolfe Racing         | Maison Blanche                          | Course            | |
| Joakim Bonnier                | 11 juin 1972  | Lola T280-Ford-Cosworth DFV | Ecurie Bonnier Switzerland | Indianapolis                            | Course            | |
| André Haller                  | 12 juin 1976  | Datsun 260Z                 | Sionautos 2001             | Mulsanne                                | Course            | |
| Jean-Louis Lafosse            | 13 juin 1981  | Rondeau M379C-Cosworth      | Jean Rondeau               | Hunaudières                             | Course            | |
| Jo Gartner                    | 1er juin 1986 | Porsche 962C                | Kremer Racing              | Hunaudières                             | Course            | |
| Sébastien Enjolras            | 3 mai 1997    | WR LM97-Peugeot             | Welter Racing              | Ligne droite suivant le virage d'Arnage | Pré-qualification | |
| Allan Simonsen                | 22 juin 2013  | Aston Martin V8 Vantage GTE | Aston Martin Racing        | Entrée des Hunaudières (Tertre Rouge)   | Course            | Décès du pilote causé par un choc interne, les rails de sécurité du Tertre-Rouge n'ayant pas joué leur rôle d'amortisseur en raison de la présence d'arbres juste derrière eux. |